# اگوست دسچ
اگوست دسچ (انگلیسی: August Desch; ۱۲ دسامبر ۱۸۹۸ – ۱۴ نوامبر ۱۹۶۴) ورزشکار دو و میدانی اهل ایالات متحده آمریکا بود.